# Deutsches Meisterschaftsrudern 1963
Das 74. Deutsche Meisterschaftsrudern wurde 1963 in Essen ausgetragen. Wie bereits im Vorjahr wurden insgesamt Medaillen in 16 Bootsklassen vergeben. Davon 12 bei den Männern und 4 bei den Frauen.

## Medaillengewinner

### Männer
| Bootsklasse                           | Gold | Silber | Bronze |
| ------------------------------------- | --- | --- | --- |
| Einer                                 | Helmut Lebert (Passauer RV von 1874) | Klaus Engelhardt (RK Kurhessen Kassel) | Ulf Anscheit (RC Favorite Hammonia) |
| Doppelzweier                          | Rgm. Kasteler RuKG 1880 / RC Saar Josef Steffes-Mies Jost Krause-Wichmann                                                                                                 | RC Germania Düsseldorf Manfred Misselhorn Albrecht Müller | RK Kurhessen Kassel Jochen Schüßler Klaus Engelhardt |
| Zweier ohne Steuermann                | RV Neptun Konstanz Günther Zumkeller Dieter Bender | RC Nassovia Höchst Wolfgang Neuß Klaus-Günther Jordan | Frankfurter RG Germania 1869 Lutz Ulbricht Detlef Damboldt |
| Zweier mit Steuermann                 | RC Nassovia Höchst Wolfgang Neuß Klaus-Günther Jordan Frank Steinhäuser (Stm.)                                                                                            | Homberger RK Germania von 1893 Joachim Geske Erwin Becker Herbert Brauer (Stm.)                                                                                              | RC Hamm von 1890 Horst Schulte Wolfgang Reppel Harald Brormann (Stm.) |
| Vierer ohne Steuermann                | Ratzeburger RC II Karl-Heinrich von Groddeck Klaus Behrens Hans-Jürgen Wallbrecht Klaus Aeffke                                                                            | Ratzeburger RC I Wolfgang Budzynski Egon Böttcher Klaus Bittner Horst Meyer                                                                                                  | Lübecker RG von 1885 Christian Prey Peter Heiden Dagobert Thometschek Gerd Wolter |
| Vierer mit Steuermann                 | Berliner RC Egbert Hirschfelder Joachim Werner Bernhard Britting Peter Neusel Jürgen Oelke (Stm.)                                                                         | Homberger RK Germania von 1893 Peter Walter Bodo Küpper Joachim Geske Erwin Becker Herbert Brauer (Stm.)                                                                     | Rgm. RTHC Bayer Leverkusen / WSV Mülheim Dankwart Klamp Werner Christ Jost Reermann Reinhard Brauns Horst-Dieter Krzywynos (Stm.)                                                          |
| Achter                                | Ratzeburger RC I Horst Meyer Jürgen Plagemann Klaus Aeffke Klaus Behrens Hans-Jürgen Wallbrecht Karl-Heinrich von Groddeck Ingo Kliefoth Bernd Kruse Thomas Ahrens (Stm.) | Lübecker RG von 1885 Peter-Alfred Berg Hans-Joachim Krause Jürgen Prüß Christian Prey Dagobert Thometschek Hans-Joachim Prüß Egon Böttcher Gerd Wolter Ralph Haessler (Stm.) | Ratzeburger RC II Wolfgang Budzynski Hermann Krützmann Michael Schwan Adolf Trost Wolf Wülfing Clemens Kortha Dirk Schreyer Hans-Peter Schmidt Lingolf von Lingelsheim (Stm.)              |
| Leichtgewichts-Einer                  | Jochen Meißner (Mannheimer RV Amicitia von 1876) | Walter Geibig (RC Saar) | Eugen Braun (Frankfurter RC Fechenheim 1887) |
| Leichtgewichts-Doppelzweier           | Rgm. Limburger CfW / RG Wetzlar 1880 Helmut Martin Ernst Rühl | Rgm. Frankfurter RC 1884 / Offenbacher RG Undine Kurt Hausladen Jost Segebrecht                                                                                              | Kasteler RuKG 1880 Axel Wittmann Horst Neidlinger |
| Leichtgewichts-Vierer ohne Steuermann | RK am Wannsee Peter Zenk Jörg Meyer Dirk von Bremen Gerd Kattein | Rgm. Mannheimer RC / Mannheimer RG Baden / Stuttgart-Cannstatter RC 1910 Karl-Heinz Bendlin Siegfried Radandt Karl-Heinz Schreyer Peter Klein                                | Keine weiteren Boote am Start. |
| Leichtgewichts-Vierer mit Steuermann  | Lübecker RG von 1885 Hans-Werner Borgmann Peter Schäper Bernt Borchert Joachim Strehl Jens Hornemann (Stm.)                                                               | Rgm. Mannheimer RC / Mannheimer RG Baden / Stuttgart-Cannstatter RC 1910 Karl-Heinz Bendlin Siegfried Radandt Karl-Heinz Schreyer Peter Klein Gerhard Hock (Stm.)            | RV Rauxel Peter Jahnke Werner Kästner Horst Lessmann Rudi Grabowski Helmut Skrabal (Stm.)                                                                                                  |
| Leichtgewichts-Achter                 | Lübecker RG von 1885 Hans-Werner Borgmann Peter Schäper Klaus Giese Manfred Krüger Ernst Peter Uwe Jacobs Bernt Borchert Joachim Strehl Jens Hornemann (Stm.)             | RG Hansa Volkmar Kindt Klaus Rogge Horst König Wilbrand Grevemeyer Claus Collet Werner Christopher Alf Stephan Diethard Schmahl Michael Heyn (Stm.)                          | Dormagener RG Bayer Horst Baesgen Eckhard Bartz Gerhard Ohligschläger Heinz-Günter Winterscheid Ernst-Heinz Ross Klaus Milbacher Hans-Theo Plaar Karl-Heinz Becker Manfred Kasparek (Stm.) |

### Frauen
| Bootsklasse                             | Gold                                                                                                | Silber | Bronze |
| --------------------------------------- | --------------------------------------------------------------------------------------------------- | --- | --- |
| Einer                                   | Karen Wolf (Brandenburger RK)                                                                       | Annemarie Rupprecht (Passauer RV von 1874)                                                                   | Hannelore Meyer (Duisburger RV)                                                                                               |
| Doppelzweier                            | RC Tegel 1886 Eva Tübcke Renate Hinkelmann                                                          | Rgm. Passauer RV von 1874 / Münchener RC von 1880 Annemarie Rupprecht Heidrun Ciala                          | Duisburger RV Ingrid Scholz Hannelore Meyer                                                                                   |
| Doppelvierer mit Steuerfrau             | RC Tegel 1886 Renate Berndt Rosemarie Land Eva Tübcke Renate Hinkelmann Gisela Mann-Schröder (Stf.) | RC Dresdenia Roswitha Gelbke Renate Hauschildt Ellen Behrens Ilse Plagemann Ursel Düse (Stf.)                | Rgm. RV Siemens Berlin / Berliner RG Rita Schaar Hannelore Schmidt Karin Schäfers Barbara Gärtner Brigitte Stanslawski (Stf.) |
| Doppelvierer Stilrundern mit Steuerfrau | Lauffener RC Neckar Erika Kämpf Inge Kunkel Maria Herzog Ingrid Bahm Marianne Dörr (Ruderin) (Stf.) | ETuF Essen Edelgard Schneider Christine Hortenbach Ursula Frevert Annemarie Niederhoff Marianne Küper (Stf.) | RK am Baldeneysee Renate Wenderoth Karin Melcher Waltraud Runde Sigrid Wenderoth Karin Pfeiffer (Stf.)                        |